# (8239) Signac
(8239) Signac (1153 T-2) – planetoida z pasa głównego asteroid okrążająca Słońce w ciągu 5,59 lat w średniej odległości 3,15 au. Odkryta 29 września 1973 roku.